# Alexander von Bensa

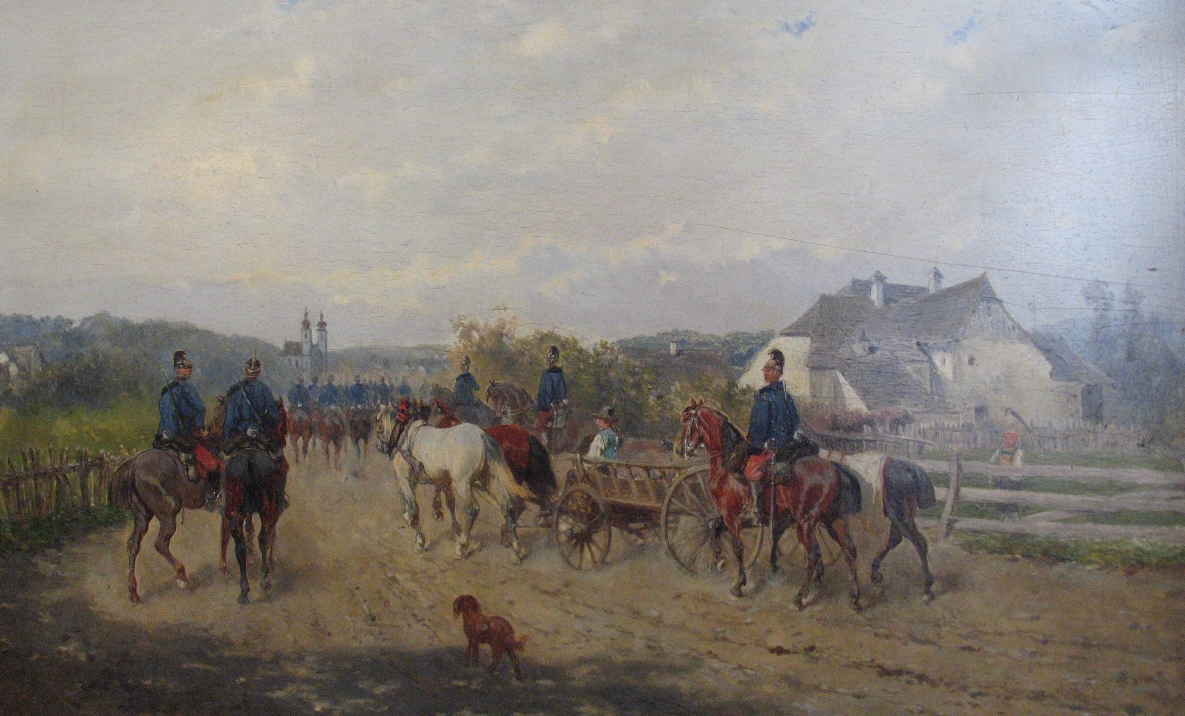
Dragoner des Regiments Nr. 3 auf dem Marsch.

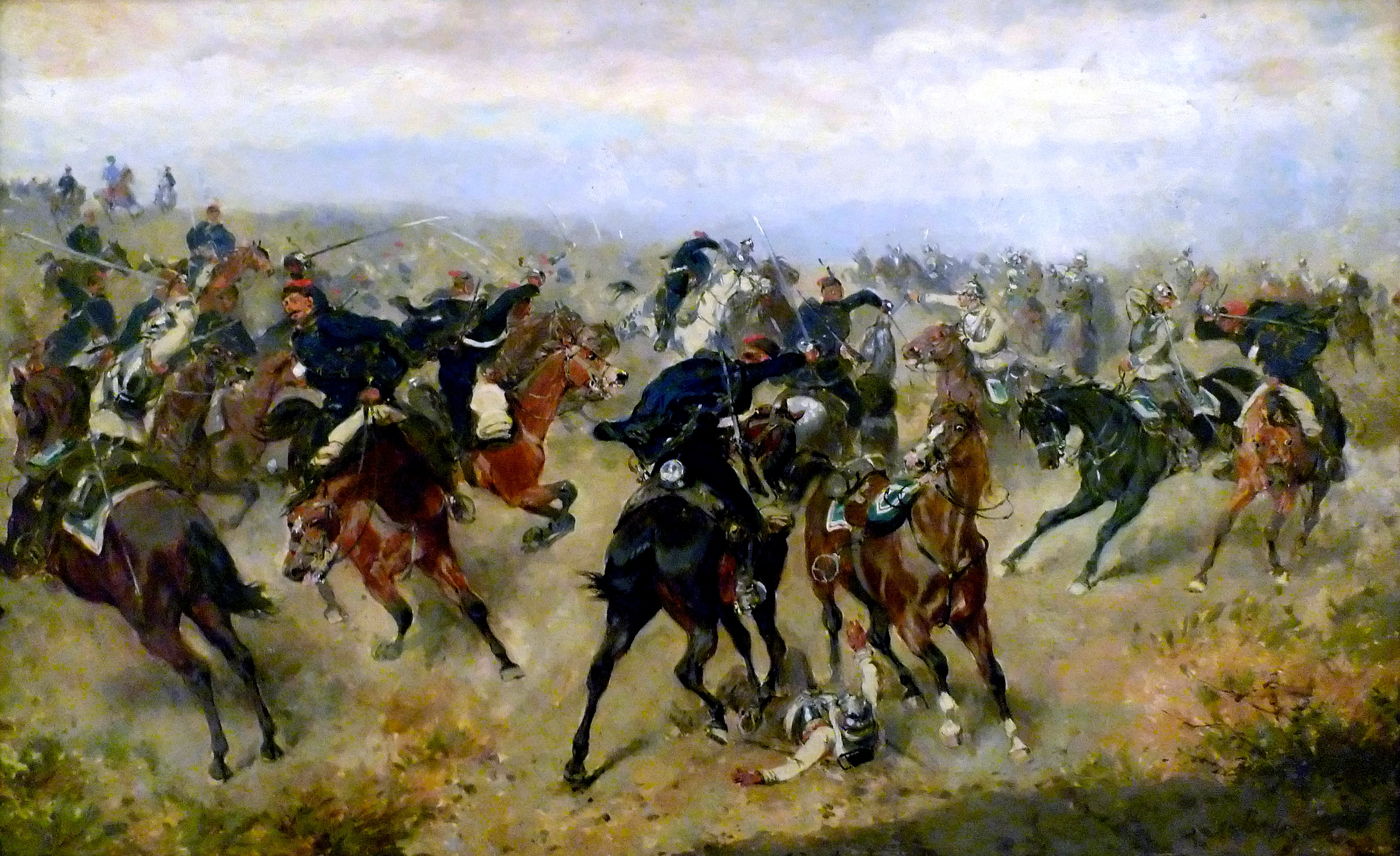
Gefecht zwischen k.k. Husaren und preußischen Kürassieren in der Schlacht von Königgrätz

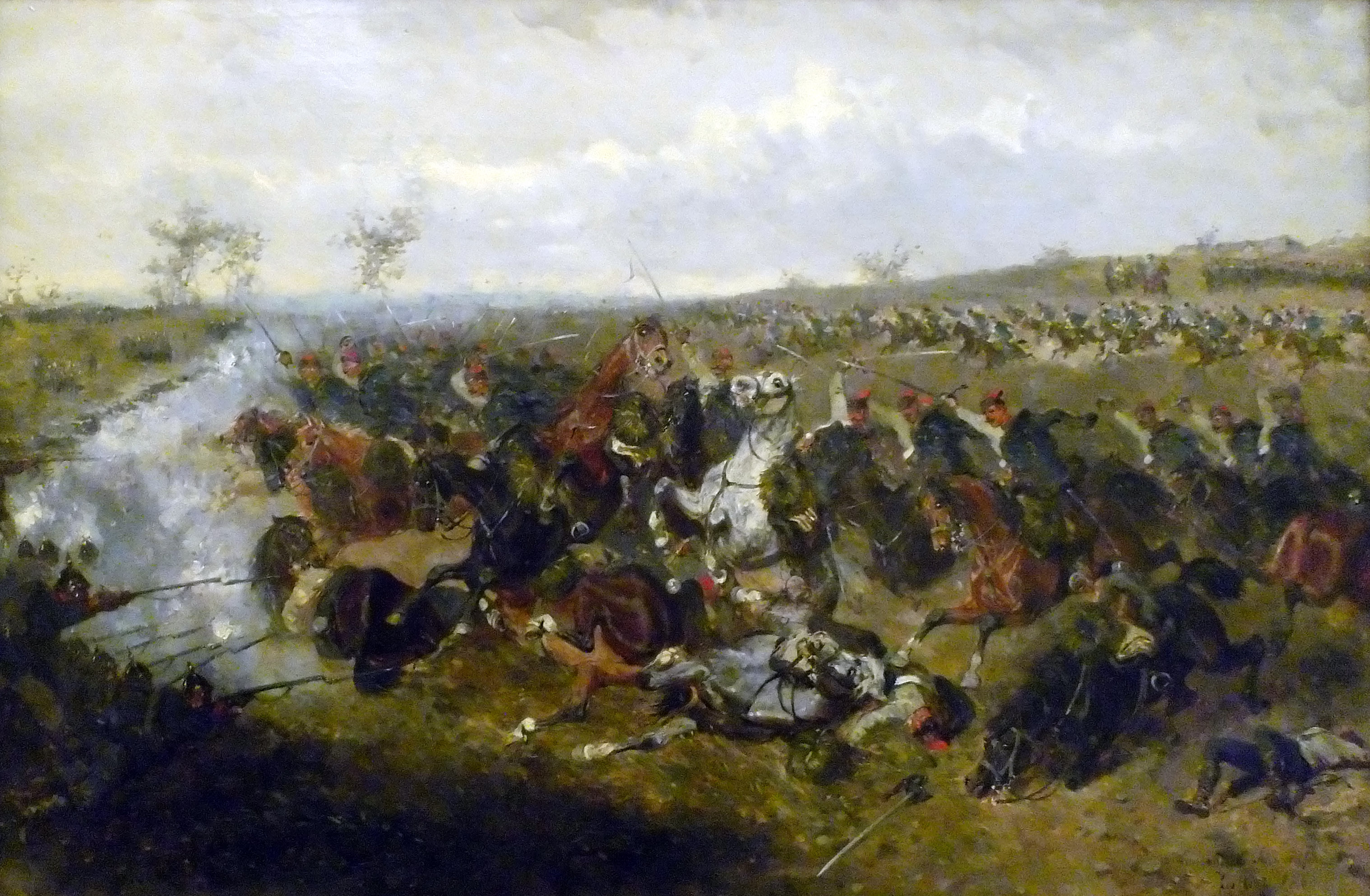
Das Gefecht bei Schweinschädel.

Alexander Ritter von Bensa (* 15. Juli 1820 in Wien; † 1. Januar 1902 ebenda) war österreichischer Genre- und Schlachtenmaler.

## Leben und Werk
Bensa wandte sich als Autodidakt erst im späteren Verlauf seines Lebens der Malerei zu. Obwohl er nicht an der Wiener Akademie studiert hatte, war er bei seinen Auftraggebern aus den Kreisen des Wiener Hofadels und des gehobenen Bürgertums beliebt und erfreute sich zahlreicher Aufträge. Bensa malte eine Reihe von Darstellungen aus dem Kriegsleben, welche Anerkennung und hohe Preise erzielten. So erwarb etwa Erzherzog Joseph Ferdinand den Rückzug von Königgrätz und das Gefecht bei Schweinschädel (heute im Heeresgeschichtlichen Museum in Wien), zahlreiche andere Gemälde wurden von Kaiser Franz Joseph I. gekauft. Die Schlacht von Tannenberg gelangte in den Besitz des Erzherzog Wilhelm, andere Werke wurden wiederum für die Sammlung des Herzog August von Sachsen-Coburg und Gotha erworben.
Auf mehreren Landschaftsgemälden des Malers Adolf Obermüllner malte Bensa die Figurenstaffagen, so auf den Nordpol-Bildern und jenen, die nach dem Okkupationsfeldzug 1878 in Bosnien-Herzegowina ebendort angefertigt wurden. Bensa beschickte wiederholt Ausstellungen des Österreichischen Kunstvereins und des Wiener Künstlerhauses. Bekannt wurden auch seine Bilder aus dem ungarischen Volksleben. In der Wahl seiner Motive und einigermaßen auch in der Stimmung seiner kleineren Gemälde schloss sich Alexander von Bensa der Art des August von Pettenkofen an. Bensa signierte in der Regel seine Bilder mit de Bensa und datierte nur sehr selten.
Im XIV. Wiener Gemeindebezirk Penzing wurde 1930 der „Bensasteig“ nach ihm benannt.

## Werke (Auszug)
- Gefecht bei Schweinschädel. Öl auf Holz, um 1870, 26 × 40 cm, Heeresgeschichtliches Museum, Wien.
- Remontierung-Pferdemusterung in Ungarn. Öl auf Holz, um 1870, 37 × 58 cm, Heeresgeschichtliches Museum, Wien.
- Gefecht zwischen k.k. Husaren und preußischen Kürassieren in der Schlacht bei Königgrätz am 3. Juli 1866. Öl auf Holz, um 1870, 26 × 40 cm, Heeresgeschichtliches Museum, Wien.
- Dragoner des k.u.k. Dragonerregimentes Nr. 3 auf dem Marsch. Öl auf Holz, um 1870, 37 × 58 cm, Heeresgeschichtliches Museum, Wien.